# 堀總士郎
堀總士郎（日语：／ Hori Sōshirō，8月21日—）是一名日本男性聲優，北海道出身，81 Produce所屬。

## 簡歷
2012年自Amusement Media綜合學院聲優藝人學科畢業。2014年4月1日加入81 Produce所屬。

## 人物
興趣與特長是散步、大胃王。方言是北海道方言。

## 演出作品
※粗體字為主要角色。

### 電視動畫
2014年
- CROSSANGE 天使與龍的輪舞（近衛兵、市民）

2015年
- CROSSANGE 天使與龍的輪舞（市民）
- 終物語（同班同學）

2016年
- 偶像學園Stars！（工作人員）
- 見習神仙精靈（祖父、香蕉祖父）
- 為美好的世界獻上祝福！（馬廄附近的居民）
- 高校艦隊（委員）
- 龍族拼圖X（衛生課職員）
- 神奇寶貝XY&Z（士兵）
- 寶可夢 太陽&月亮（吉普）
- 名偵探柯南（TV記者、刑事）

2017年
- 偶像學園Stars！（店員）
- 見習神仙精靈（田中）
- 小魔女學園（老人、小巨怪、僧侶）
- 從零開始的魔法書（國家騎士B、十三號的手下B、魔術師團D）
- DRIVE HEAD 救援特警隊（職員B）
- 梵諦岡奇蹟調查官（約書亞）
- 狂賭之淵（男學生）
- 將國戡亂記（庫魯裘兵、難民A、副官B、將軍B）

2018年
- 一人之下 羅天大醮篇 / 全性篇（復德、榮山）
- 東京喰種:re（下口房）
- 黃金神威（騎手）
- 小貓小起的碰碰大旅行（Adam）
- 龍族拼圖（主持人）
- 千銃士（麵包店老闆）
- 閃躍吧！星光☆頻道（老人、科學家、投手）
- 搖曳莊的幽奈小姐（魚人）
- 棒球大聯盟2nd（教師）
- 夢王國與沉睡中的100位王子殿下（衛兵）
- 卡片戰鬥!! 先導者（暗黑之盾 麥克里爾）
- 一日外出錄班長（黑衣人B）
- 尤利西斯 貞德與鍊金騎士（棟雷米村村長）
- Double Decker！刑事雙雄（示威成員A、警官）
- KIRA KIRA HAPPY★ 打開吧！見習神仙精靈（男客人）
- 哥布林殺手（冒險者）
- 殺戮的天使（警察官）

2019年
- 閃躍吧！星光☆頻道（記者、審查員）
- 家有女友（立飲屋店長）
- 聖鬥士星矢 聖鬥少女翔（邪靈士B）
- 格林筆記 The Animation（住民A、商人）
- 一個人的○○小日子（數學老師）
- MIX（山倉）
- 一拳超人（元帥猩猩、蝴蝶DX）
- 炎炎消防隊（住民、第4隊員）
- 在地下城尋求邂逅是否搞錯了什麼II（貓人）
- 凱洛與塔斯黛（拉基）
- PSYCHO-PASS心靈判官 3（巴扎洛夫·特里斯科夫）
- 高分少女II（客人E）
- Fairy Gone（布蘭·扎卡亞）
- 七大罪 眾神的逆鱗（巨人族、死靈）
- Fate/Grand Order -絕對魔獸戰線巴比倫尼亞-（烏魯克士兵）

2020年
- 七大罪 眾神的逆鱗（聖騎士）
- 戀愛中的小行星（監護人、高斯、木之幡旭、考官）
- BREAKERS（實況[5]、監督[5]、醫師[5]、才派[5]、廣播[5]）
- SHOW BY ROCK!! 活力棉花糖!!（村民、手下、Mamore男、職員）
- 異獸魔都（司機）
- 索瑪麗與森林之神（圖書館來訪者）
- 異種族風俗娘評鑑指南（美食家、傭兵）
- 決鬥大師!!（絕對的楯騎士）
- 22/7（觀眾）
- 決鬥大師 KING（絕對的楯騎士、「是空」之鬼 格鬥權現、「陰陽」之鬼 橫野清明、森夢龍 菲歐娜·佛里斯特、巴克阿斯泰克A、「非道」之鬼 悟空齋、麥克）
- 格萊普尼爾（男性播音員）
- 萌可魯玩偶貓（店長）
- 社長，戰鬥的時間到了！（上司魔獸、西魯德內拉）
- 昨日之歌（司機）
- 炎炎消防隊 貳之章（守衛、主天使、第7隊員）
- 魔物娘的醫生（頭目）
- 魔法水果籃（醫師）
- 科學超電磁砲T（酒店從業員）
- 黃金神威 第三期（伊利亞）
- モグモグモギュー（博士）
- 成神之日（撈金魚攤台主）
- IDOLiSH7 Second BEAT!（警備員B）

2021年
- 龍族拼圖（播音員）
- 決鬥大師 KING（Back to Go Coocher、雷龍 Varivarius）
- 萌可魯玩偶貓（牛怪物）
- SHOW BY ROCK!! STARS!!（燙髮、Meowmon）
- 魔術士歐菲 流浪之旅 基姆拉克篇（男）
- 約定的夢幻島（男）
- 暮蟬悲鳴時業（店主）
- IDOLY PRIDE（觀眾C、攝影師）
- 比方說，這是個出身魔王關附近的少年在新手村生活的故事（健吾）
- 搖曳露營△ SEASON2（司機代行工作人員）
- 決鬥大師 KING!（惡魔神巴羅姆、切札勝舞&波爾米忒斯、貝獸 霍塔特、零獄接續王 羅馬諾格里拉0世、禁斷龍王 Vol‐Val‐8、博爾沙克·NEX）
- 給不滅的你（村莊男性、從者、鈴的父親、男、船長、狂戰士、觀眾、島民）
- Vivy -Fluorite Eye's Song-（透克5、透克1、透克2）
- 影宅
- 暮蟬悲鳴時卒（村人）
- 月光下的異世界之旅（長老①）
- 三角窗外是黑夜（路人男、幹部、議員、松見）
- 無職轉生～到了異世界就拿出真本事～（男團員A）
- 橘色榮耀！（父親）
- 燒窯的話也要馬克杯 第二窯（客人A）
- SAKUGAN（電器店店主）

2022年
- 美味Party♡光之美少女（烏巴烏佐、館長）
- 薔薇王的葬列（男性貴族B）
- 平家物語（士兵2、兵2）
- 現實主義勇者的王國重建記（赫曼·諾曼）
- 境界戰機（PMC隊員）
- 泡泡糖忍戰（店主、居民）
- 異世界歸來的舅舅（街上的人、鎮民）
- 組長女兒與保姆（金平大地）
- RWBY 冰雪帝國（放送）
- 小邪神飛踢X（當地民A）
- 轉生賢者的異世界生活～取得第二職業，成為世界最強～（凱澤爾）
- 給不滅的你 Season 2（店主、貝內特教士兵、料理人、僧侶）
- 孤獨搖滾！（天氣預報員）
- 我想成為影之強者！（教團兵）

2023年
- 美味Party♡光之美少女（經理、巨大招財貓）
- REVENGER（部下B、同心C、噴火達摩、博徒B、醉漢、商人B）
- UniteUp! 眾星齊聚（兼森、同班同學、廣播DJ）
- 大雪海的卡納（瓦爾基亞士兵）
- 不相信人類的冒險者們好像要去拯救世界（旅店老闆）
- 屍體如山的死亡遊戲（神官、不良、警察官、赴火之蟲、男）
- 我家的英雄（成員3、成員5）
- 帶著智慧型手機闖蕩異世界。2（約瑟夫）
- 甜點轉生（媒體聲1、盜賊3、側近A、貴族2）
- 殭屍100～在成為殭屍前要做的100件事～（前輩F、殭屍B）
- 獻祭公主與獸王（議員B、老人）
- 間諜教室 2nd season
- 冒險大陸 阿尼亞王國（動物們、大猩猩們）
- 烈焰先鋒 救國的橘衣消防員（隊員A、隊員C）
- B-PROJECT～熱烈*Lovecall～（記者、工作人員、製作委員會、舞台演出家、店主）
- 競速 OVERTAKE!（麵包職人、商店街的人）
- 家裡蹲吸血姬的鬱悶（隊員B）
- 偶像大師 百萬人演唱會！（現場監督[6]）
- 位於戀愛光譜極端的我們（校長）

2024年
- 烈焰先鋒 救國的橘衣消防員（指揮隊長的聲音）
- 治癒魔法的錯誤使用法～奔赴戰場的回復要員～（苟莫[7]、{[lang|ja|ブルーグリズリー}}）
- 戰鬥陀螺 X（肌肉男、老人、教授）
- 婚戒物語（深淵王的騎士）
- 非自願的不死冒險者（公會職員）
- 指尖相觸，戀戀不捨（電車廣播）
- 刀劍亂舞 迴 -虛傳 燃燒的本能寺-（德川家康）
- 關於我轉生變成史萊姆這檔事 第3期（貴族1）
- 終末的火車前往何方？（行人）
- 王牌酒保 神之杯（客人2）
- 魔法科高中的劣等生 第3期（波多江大尉）
- 我要【招架】一切～反誤解的世界最強想成為冒險家～（委託主〈主任〉、人類A、將軍、親方）
- 異世界失格（街上的居民）
- 女神咖啡廳（溫泉客）
- 闇影詩章F（大叔）
- 亦葉亦花（客人、帕烏洛·阿維羅）
- 2.5次元的誘惑（風祭慎太郎）
- 擅長逃跑的殿下（白骨）
- 我的妻子沒有感情（相川）
- 結緣甘神神社（參拜客）
- 亂馬½（路人）
- 刀劍神域外傳 Gun Gale Online II（BKA）
- 偶像大師 閃耀色彩 2nd season（節目工作人員）
- Delico's Nursery（安澤魯姆）
- 魔王2099（路人A）
- 成為名留歷史的壞女人吧（學者）
- 百姓貴族 2nd Season（養雞實習老師、給了5的老師、暑假全滅學生）
- 在地下城尋求邂逅是否搞錯了什麼V 豐穰女神篇（馬格尼）
- 唯願來世不相識（組員）

2025年
- UniteUp! 眾星齊聚 -Uni:Birth-（職員）
- 地。-關於地球的運動-（村長、男）
- 魔法使的約定（市民、士兵}）
- 雖然是公會的櫃檯小姐，但因為不想加班所以打算獨自討伐迷宮頭目（沉默男、幹部）
- 全修。（鎮民們、伐隊們）
- 中年男的異世界網購生活（尤帕托里姆子爵）
- Dr.STONE 新石紀 SCIENCE FUTURE（傑諾兵）
- 隨興旅 -That's Journey-（男藝人）
- 歲月流逝飯菜依舊美味（高尾食堂客）
- 外星人姆姆（卡拉OK研究會、實行委員）
- 哆啦A夢（評論員）
- 黑執事 綠之魔女篇（人販子）
- WITCH WATCH 魔女守護者（飼主）
- 中禪寺老師妖怪講義錄 解謎就交給老師。（繁爺）
- MIRU 我的未來（不良）
- 瞬間治癒卻被當成廢物踢出隊伍的天才治療師，改當無照治療師快樂過活（使者、執事）
- 使人誤解的工房主～關於原英雄隊伍的雜役人員，實際上除了戰鬥能力外全是SSS的故事～（村長A）
- 九龍大眾浪漫（男性B）
- 戰鬥陀螺 X（管理人）
- 氣絕勇者與暗殺公主（奴隷商人）
- 戀上換裝娃娃 Season 2（化學教師）

### 劇場版動畫
2018年
- 企鵝公路（上田）

2019年
- 普羅米亞
- 海獸之子（醫生）

2020年
- 電影 煙囪小鎮的普佩（鎮民）

2021年
- 夏目友人帳 ～喚石與可疑訪客～（地藏臉的小妖怪）
- 鋼彈Reconguista in G III 來自宇宙的遺產（機械師）
- 劇場版 我讓最想被擁抱的男人給威脅了。～西班牙篇～（Micorina的客人）

2022年
- 電影 美味Party♡光之美少女 夢想的♡兒童套餐！（掠奪怪）
- 灌籃高手 THE FIRST SLAM DUNK（竹中前輩）

2023年
- 劇場版 SPY×FAMILY CODE: White（主廚）

2024年
- Code Geass 奪回的Rozé（新布里塔尼亞兵）

### OVA
2018年
- 搖曳莊的幽奈小姐（大叔）

2019年
- 情色漫畫老師（大叔軍團）

### 網路動畫
2018年
- 惡魔人 Crybaby（川高）

2019年
- ZENONZARD THE ANIMATION（Beholder幹部 薩姆拉）
- 鋼彈創鬥者 潛網大戰Re:RISE（長老）

2020年
- 鋼彈創鬥者 潛網大戰Re:RISE 2nd Season（黃金國民）

2022年
- 爆丸 Evolutions（ジェームズ・ショート）

2023年
- 爆丸 Legends（ジェームズ・ショート）

2024年
- 決鬥大師 LOST ～追憶的水晶～（老師）

2025年
- 章魚嗶的原罪（作業員）

### 遊戲
2014年
- 幕末メイドルナイト（德河將軍）

2015年
- 危險的戀愛搜查室～Eternal（北川）
- 異度神劍（阿波羅）
- Happiness - aura

2018年
- 黎明之歌（[8]）

2019年
- 超異域公主連結☆Re:Dive（王宮騎士）
- 多元日常生活（ブルーノ・システィーナ）
- 決鬥大師PLAY'S（混沌の獅子デスライガー、戰艦男）

2020年
- Final Fantasy VII 重製版

2021年
- 勇氣默示錄2（[9]）

2022年
- eBASEBALL 實況野球 2022（手塚隆文[10]）
- Code Geass 反叛的魯路修 Lost Stories

2023年
- 霍格華茲的傳承（非尼呀·耐吉·布萊克）

2024年
- 聖劍傳說 瑪娜幻象（シルフィード）

## 外部連結
- 堀総士郎 - 81プロデュースの公式サイト